# Hyper-Operator
Der Hyper-Operator ist eine Familie von mathematischen Operatoren. Konkret ist der erste Operator die einstellige Verknüpfung, dann kommt die Addition, die Multiplikation, die Potenzierung usw. Der Hyper-Operator dient zur kurzen Darstellung großer Zahlen wie Potenztürmen. Es gibt verschiedene Schreibweisen:
{\displaystyle \operatorname {hyper} {\mathit {n}}(a,b)=\operatorname {hyper} (a,n,b)=a^{(n)}b=a\uparrow ^{n-2}b.}

## Herleitung der Notation
Ausgehend von den Beobachtungen
- {\displaystyle a+(b+1)=1+\left(a+b\right)}
- {\displaystyle a\cdot (b+1)=a+\left(a\cdot b\right)}
- {\displaystyle a^{(b+1)}=a\cdot \left(a^{b}\right)}

definiert man rekursiv einen dreistelligen Operator (mit {\displaystyle a,b,n\geq 0})
{\displaystyle a^{(n)}b:={\begin{cases}b+1,&{\text{wenn }}n=0\\a,&{\text{wenn }}n=1,b=0\\0,&{\text{wenn }}n=2,b=0\\1,&{\text{wenn }}n>2,b=0\\a^{(n-1)}\left(a^{(n)}(b-1)\right)&{\text{sonst}}\end{cases}}}
und führt folgende Bezeichnungen ein:
{\displaystyle \operatorname {hyper} {\mathit {n}}(a,b)=\operatorname {hyper} (a,n,b)=a^{(n)}b.}
(Zu beachten ist bei dieser Schreibweise, dass die Zusammenschreibung von {\displaystyle a^{(n)}} und {\displaystyle b} keine Multiplikation darstellt, also jede tatsächlich vorkommende Multiplikation mit dem expliziten Operator {\displaystyle \cdot } zu notieren ist. Ebenso ist {\displaystyle a^{(n)}} keine Potenzierung. Die Verwendung der Notation {\displaystyle \operatorname {hyper} (a,n,b)} schließt demgegenüber solche Verwechslungsmöglichkeiten aus.)
Somit ist hyper1 die Addition, hyper2 die Multiplikation und hyper3 die Potenzierung. hyper4 wird auch bezeichnet als Tetration oder Superpotenz und kann folgendermaßen notiert werden:
{\displaystyle \operatorname {hyper4} (a,b)={}^{b}a}.
Allgemeinverständlicher könnte man auch sagen: Schreibe die Zahl {\displaystyle a} {\displaystyle b}-mal hintereinander und füge jeweils dazwischen den Operator eine Stufe tiefer ein.
Die Familie wurde für {\displaystyle n>3} nicht für reelle Zahlen erweitert, weil es mehrere „offensichtliche“ Wege dazu gibt, die jedoch nicht assoziativ sind.

## Knuths Pfeilnotation
Eine andere Schreibweise für den Hyperoperator wurde von Donald Knuth entwickelt, welche als Pfeilnotation bekannt ist. Die Definition ist
{\displaystyle a\uparrow ^{k}b\;:=\;a\mathbin {\underbrace {\uparrow \dotsb \uparrow } _{k{\mbox{ mal}}}} b\;:=\left\{{\begin{matrix}a^{b}&{\mbox{falls }}k=1\\[1em]\underbrace {a\underbrace {\uparrow \dotsb \uparrow } _{k-1{\mbox{ mal}}}a\underbrace {\uparrow \dotsb \uparrow } _{k-1{\mbox{ mal}}}\dotsb \underbrace {\uparrow \dotsb \uparrow } _{k-1{\mbox{ mal}}}a} _{b{\mbox{ Kopien von }}a}&{\mbox{sonst}}\end{matrix}}\right.}
Eine andere Notation verwendet statt des Pfeils {\displaystyle \uparrow } das Zeichen {\displaystyle {\hat {\hbox{ }}}}.
Mit der Definition gilt gerade 
{\displaystyle a\uparrow ^{k}b=\operatorname {hyper} (a,k+2,b)=a^{(k+2)}b}.
Diese Notation wird für die Darstellung von sehr großen Zahlen wie etwa Grahams Zahl benutzt.

## Eine andere Erweiterung
Es gibt eine andere Möglichkeit, aus den Vorgaben eine allgemeinere Definition der Verknüpfung zu erhalten, denn es gilt auch
- {\displaystyle \,a+b=(a+(b-1))+1}
- {\displaystyle a\cdot b=(a\cdot (b-1))+a}
- {\displaystyle a^{b}=\left(a^{(b-1)}\right)\cdot a},

weil die Verknüpfungen + und {\displaystyle \cdot } kommutativ sind. Daraus ergibt sich die Definition
{\displaystyle a_{(n)}b:={\begin{cases}a+b,&{\text{wenn }}n=1\\0,&{\text{wenn }}n=2,b=0\\1,&{\text{wenn }}n>2,b=0\\\left(a_{(n)}(b-1)\right)_{(n-1)}a,&{\text{sonst.}}\end{cases}}}
Diese Notation „kollabiert“ jedoch für {\displaystyle n=4}; sie ergibt im Gegensatz zu hyper4 keinen Potenzturm mehr:
{\displaystyle a_{(4)}b=a^{\left(a^{(b-1)}\right)}}
Wie können sich {\displaystyle a^{(n)}b} und {\displaystyle a_{(n)}b} plötzlich für {\displaystyle n>3} unterscheiden? Das liegt an der Assoziativität, einer Eigenschaft, die die Operatoren {\displaystyle +} und {\displaystyle \cdot } besitzen (siehe auch Körper), die aber dem Potenz-Operator fehlt. (Im Allgemeinen ist {\displaystyle a^{b^{c}}=a^{(b^{c})}\neq (a^{b})^{c}=a^{b\cdot c}}.)
Die anderen Ebenen kollabieren nicht auf diese Weise, weshalb auch diese Operatorenfamilie, genannt „niedere Hyper-Operatoren“ von Interesse ist.

## Beispiele

### Addition
{\displaystyle 3^{(1)}3=3+3=6.}

### Multiplikation
{\displaystyle 3^{(2)}3=3\cdot 3=3^{(1)}3^{(1)}3=3+3+3=9.}

### Potenzierung
{\displaystyle 3^{(3)}3=3^{3}=3^{(2)}3^{(2)}3=3\cdot 3\cdot 3=27.}

### Tetration
{\displaystyle {\begin{aligned}3^{(4)}3&=3^{3^{3}}\\&=3^{(3)}(3^{(4)}2)\\&=3^{(3)}(3^{(3)}(3^{(4)}1))\\&=3^{(3)}(3^{(3)}(3^{(3)}(3^{(4)}0)))\\&=3^{(3)}(3^{(3)}(3^{(3)}1))\\&=3^{3^{3^{1}}}\\&=3^{27}\\&=7.625.597.484.987.\end{aligned}}}
Zu beachten ist hier, dass {\displaystyle 3^{3^{3}}=3^{(3^{3})}} gilt, siehe hierzu auch bei Potenzturm.